# Ernestina Iolanda di Ligne
Ernestina Iolanda di Ligne, contessa di Nassau-Siegen e principessa d'Amblise (Ronse, 2 novembre 1594 – Ronse, 4 gennaio 1663), è stata una nobildonna belga.

## Biografia
Ernestina Iolanda era la figlia di Lamoral I di Ligne, e di sua moglie, Anne-Marie de Melun. Trascorse la sua infanzia nel castello di Belœil, nei Paesi Bassi spagnoli. 

## Matrimonio
Sposò, il 13 agosto 1618 a Bruxelles, Giovanni VIII di Nassau-Siegen. Ebbero insieme sei figli:
- Maria (1619–1620)
- figlia nata morta (1620)
- Clara Maria (1621–1695), sposò i suoi cugini il principe Alberto Enrico di Ligne nel 1634, e Claude Lamoral, III principe di Ligne nel 1642
- Ernestina Carlotta (1623–1668), sposò Maurizio Enrico di Nassau-Hadamar
- Lamberta Alberta Gabriella Ursula (1625–1635)
- Giovanni Francesco Desiderato (1627–1699), conte di Nassau-Siegen

## Morte
Visse fino alla sua morte nel 1663 al castello di Ronse, che suo marito aveva fatto costruito e in quel momento era conosciuto come uno dei più bei castelli in Olanda. Fu sepolta nella Cattedrale di San Michele e Santa Gudula a Bruxelles.